# 1783 w sztukach plastycznych
Wydarzenia w sztukach plastycznych i wizualnych w 1783 roku.

## Malarstwo
- Jacques-Louis David

Andromacha opłakująca Hektora